# Соболевское сельское поселение (Татарстан)
Соболевское се́льское поселе́ние — муниципальное образование в Верхнеуслонском районе Татарстана Российской Федерации.
Административный центр — село Соболевское.

## История
Статус и границы сельского поселения установлены Законом Республики Татарстан от 31 января 2005 года № 19-ЗРТ «Об установлении границ территорий и статусе муниципального образования "Верхнеуслонский муниципальный район" и муниципальных образований в его составе».

## Население
| 2010 | 2011 | 2012 | 2013 | 2014 | 2015 | 2016 |
| ---- | ---- | ---- | ---- | ---- | ---- | ---- |
| 278  | ↘277 | ↘259 | ↘256 | ↘250 | ↘235 | ↘230 |
| 2017 | 2018 |      |      |      |      |      |
| ↘217 | ↘204 |      |      |      |      |      |

## Состав сельского поселения
| № | Населённый пункт | Тип населённого пункта       | Население |
| - | ---------------- | ---------------------------- | --------- |
| 1 | Карамышиха       | деревня                      |           |
| 2 | Соболевское      | село, административный центр |           |
| 3 | Чулпаниха        | село                         |           |